# Джанго Матейсен
Джанго Матейсен (нід. Django Mathijsen; 1966) — нідерландський письменник-фантаст, журналіст та композитор.

## Біографія
Народився 1966 року у родині професійних музикантів, підлітком грав джазову музику і навіть виступав на сцені. Проте пізніше, прочитавши твори Жюля Верна, захопився наукою і технологіями, а після школи поступив на механічний факультет Технічного університету Ейндговена. По закінченню університету, отримавши професію інженера-механіка, Матейсен вивчав особливості органів Гаммонда і навіть написав на цю тему науково-популярну книжку «De Ziel van het Beest» (укр. Душа звіра). Після книги було близько трьох сотень статей у нідерландських та англійських науково-популярних журналах ANWB AutoKampioen, Automotive Engineer, Panorama, Zo zit dat, Keyboard, Classic Ford, MiniWorld, Luister, Jazzism тощо. Також Матейсен був експертом-консультантом у нідерландській та німецькій версіях популярної телепрограми «Битви роботів».
Перше оповідання Матейсен написав приблизно у 1999 році та відправив його на літературний конкурс, де несподівано отримав схвальні відгуки від журі. Проте лише 2007 року Джанго почав професійно займатися письменництвом. У 2010 році написав свій перший роман у жанрі наукової фанрастики — «Mando Vidé en het Robotbevrijdingsfront» (укр. «Мандо Віде та Фронт звільнення роботів»).
Джанго Матейсен пише у жанрах наукової фантастики та фентезі. Його оповідання неодноразово публікувалися у нідерландських та американських часописах. Разом із письменницею Анаїд Хан написав низку книг для дітей та молоді.
Лауреат низки національних літературних премій, зокрема, призу NCSF (двічі), премії Trek Sagae, премії «Спуск із повідця» (тричі), премії Pure Fantasy (п'ять разів), бельгійської нагороди De Grote Brugse Fantasy Boekhandelaward. Також неодноразово був членом журі у конкурсі Fantastels.

### Романи та новели
- 2010 — Mando Vidé en het Robotbevrijdingsfront
- 2010 — Codenaam Hadsadah (у співавторстві з Анаїд Хан)
- 2012 — Tranen in de rivier
- 2013 — Koningsbillen en drakenstreken (у співавторстві з Анаїд Хан)

### Оповідання
| - De schone slaapster symfonie - Robotnormen, robotwaarden en de Turkse tortel - Diep gezonken - Hoe ik een moordenaar werd - Stevelines honger - De vijf vinger blues - De Valentijnstraktatie | - De Triëliumrovers van Gaianemo - Loodgieters van de vijfde dimensie - Fantastels Encyclopedie 1.1 Stijlfouten en stijlfiguren - Terug van vakantie - De nakomelingen van de vijfde rots - Dexters laatste vlucht - De beste baan op aarde | - De zichtbare man - Nou heeft ze het gedaan - Waaraan denkt u? - Terrorist in het paleis van de sneeuwkoningin - De grote museumroof - Neuzen in andermans tassen - De verdromer | - Wat ben ik kwijt? - Ik geloof niet in jou - De Tijdrechter - Condoom in de regen - Nakomelingen van de vijfde rots - De orgeldraaier en de stripdanseres - De keus is aan u |